# Erysimum bicolor
Erysimum bicolor (Hornem.) DC., es una especie de plantas de la familia Brassicaceae. 

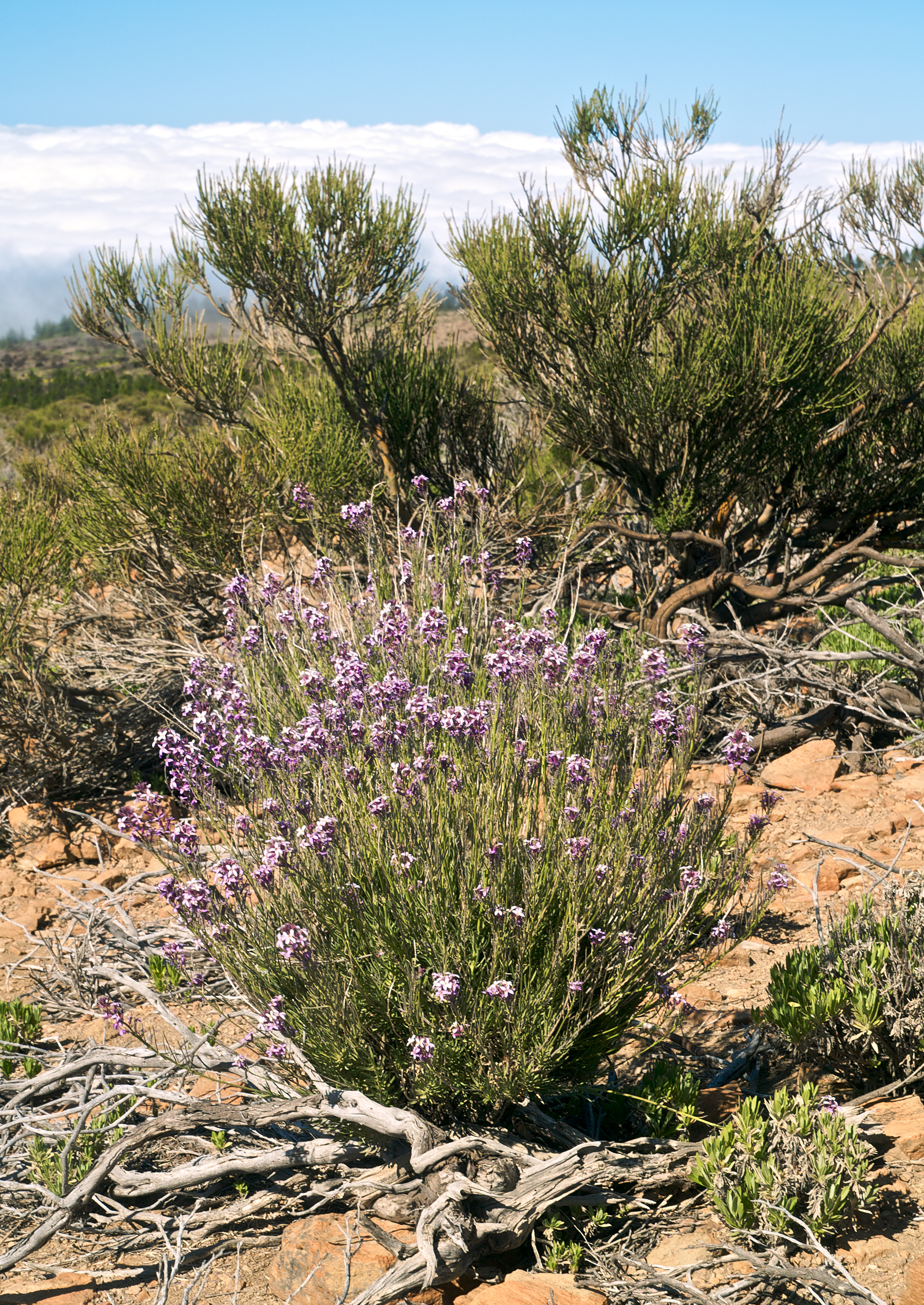
Vista de la planta

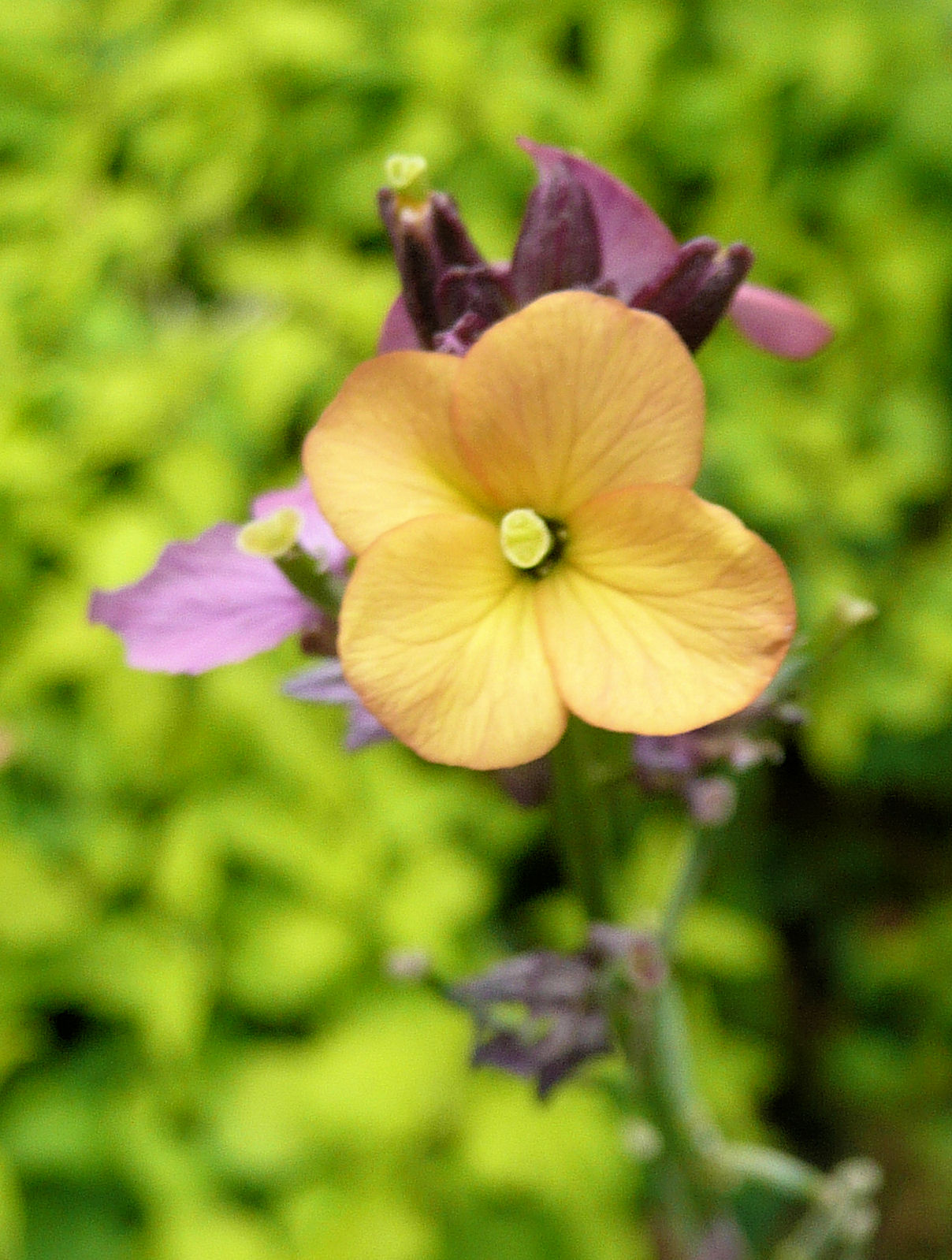
Detalle de la flor

## Distribución geográfica
E.bicolor es un endemismo macaronésico que se encuentra en Canarias. En Madeira hay una especie muy relacionada también de flores violetas, Erysimum arbuscula.

## Descripción
Se trata de un pequeño arbusto, con hojas estrechas y lanceoladas, cuyos bordes están remotamente dentados. Las hojas tienen en el haz pelos radiados con 3-5 brazos.

## Taxonomía
Erysimum bicolor fue descrita por (Hornem.) DC. y publicado en Syst. Nat. 2: 509 1821.
Etimología
Erysimum: nombre genérico que deriva de las palabras griegas: eryomai = "para ayudar o salvar", porque algunas de las especies,  supuestamente, tenían un valor medicinal.
bicolor: epíteto latíno que procede de bi, que significa "dos" y color, es decir, dos colores, aludiendo en este caso a los que aparecen en las flores.
Sinonimia
- Cheiranthus bicolor  Hornem.
- Cheiranthus cinereus (Poir.) Webb et Berth.
- Cheiranthus dentatus Lowe
- Cheiranthus mutabilis L'Hér.
- Cheiranthus virescens Webb ex Christ
- Dichroanthus cinereus (Poir.) Webb et Berth.
- Dichroanthus mutabilis (L'Hér.) Webb et Berth.
- Erysimum heritieri O. Kuntze
- Erysimum mutabile (L'Hér.) Wettst.
- Erysimum virescens (Webb ex Christ) Wettst.[4]

## Nombre común
Se conoce como "alhelí montuño".